# 農民

来訪者にベリーを差し出すイズバーの農民の女性たち。セルゲイ・プロクジン＝ゴルスキーによる1909年のカラー写真。かつてのロシアの農民はほぼ農奴であり、公式には1861年にその地位から解放された。

農民 （のうみん、英語: peasant）は、農業労働者、特に中世封建社会・前工業社会において、領主に年貢や地代、その他さまざまな税や労働を提供していた人々を指す。日本史上，ヨーロッパ史上の農民は、その人間の地位によって、完全に領主の個人的資産として扱われた農業奴隷、家庭や住居、農具など最低限の財産所有権はあるものの土地と領主に縛られ隷属する小作人，農奴、自ら土地を所有し農業事業の自営が可能な独立自営農民の3階級に分けられる。さらに細かく見れば、農民の地位は土地保有権、免役地代、借地権、謄本土地保有権など様々な義務と権利で規定された。
長きにわたり、農民（peasant）という語は、貧しく土地を持たない農業従事者に対して、「無学な」、「無知な」、「都会の洗練からは程遠い」などといった意を含んで軽蔑的に用いられてきた。また現代においても、開発途上国で人口の大部分を占めるような農業従事者に対して若干侮蔑的なニュアンスを含んで使われることがある。

## 語源

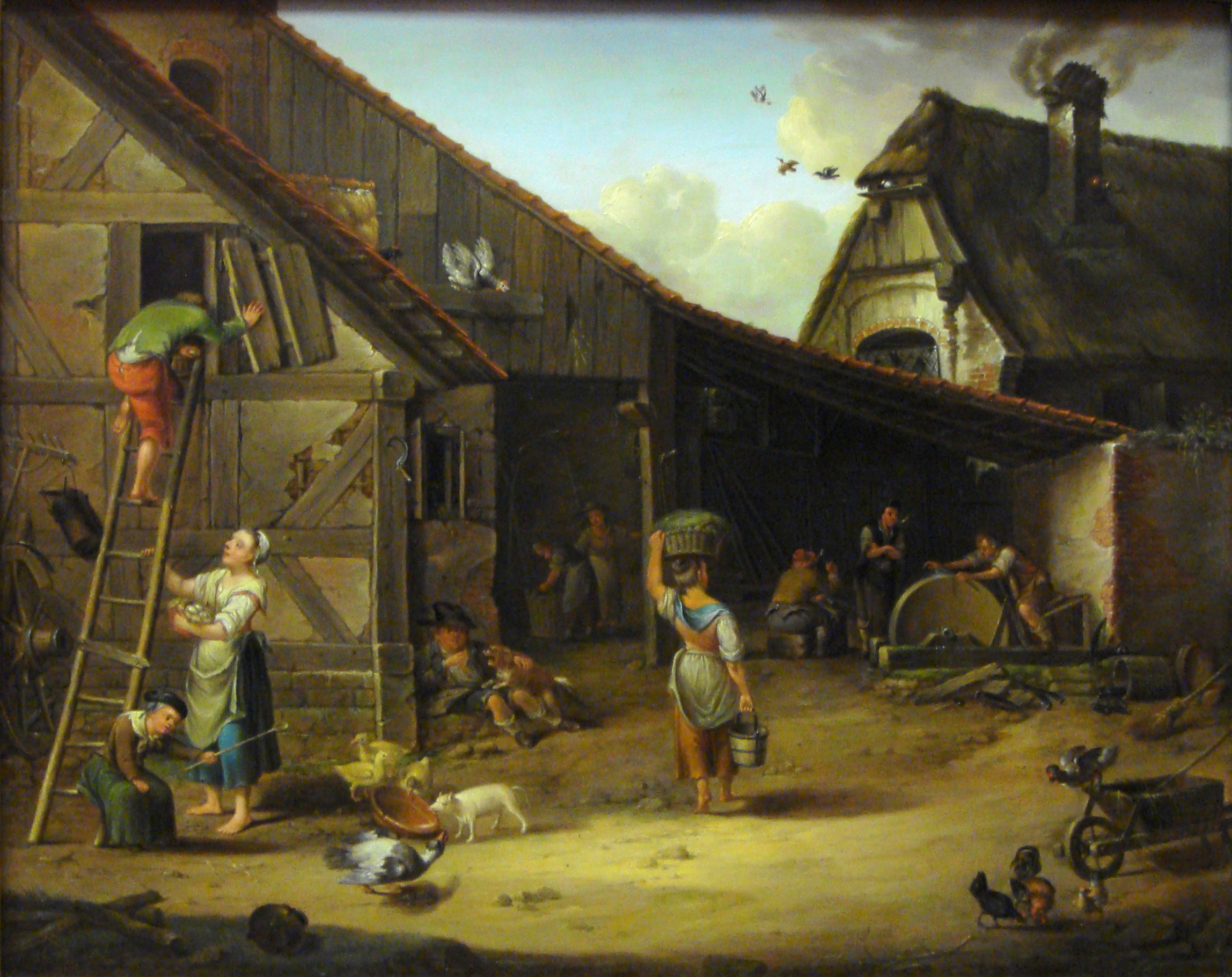
1794年の農民の家

英語のpeasantという語は、15世紀の中世フランス語のpaïsant (田舎)、究極的にはラテン語のpagus（郡）を語源としている。

## 一般的な社会的地位
中世には、農民はほとんどの地域で人口の大多数を占めていた。
農民という語は非常に幅の広い語であるが、市場経済が根付いた後は、小自作農地を所有する農民を特に農民経営者（peasant proprietors）と呼ぶようになった。

## 中世ヨーロッパの農民

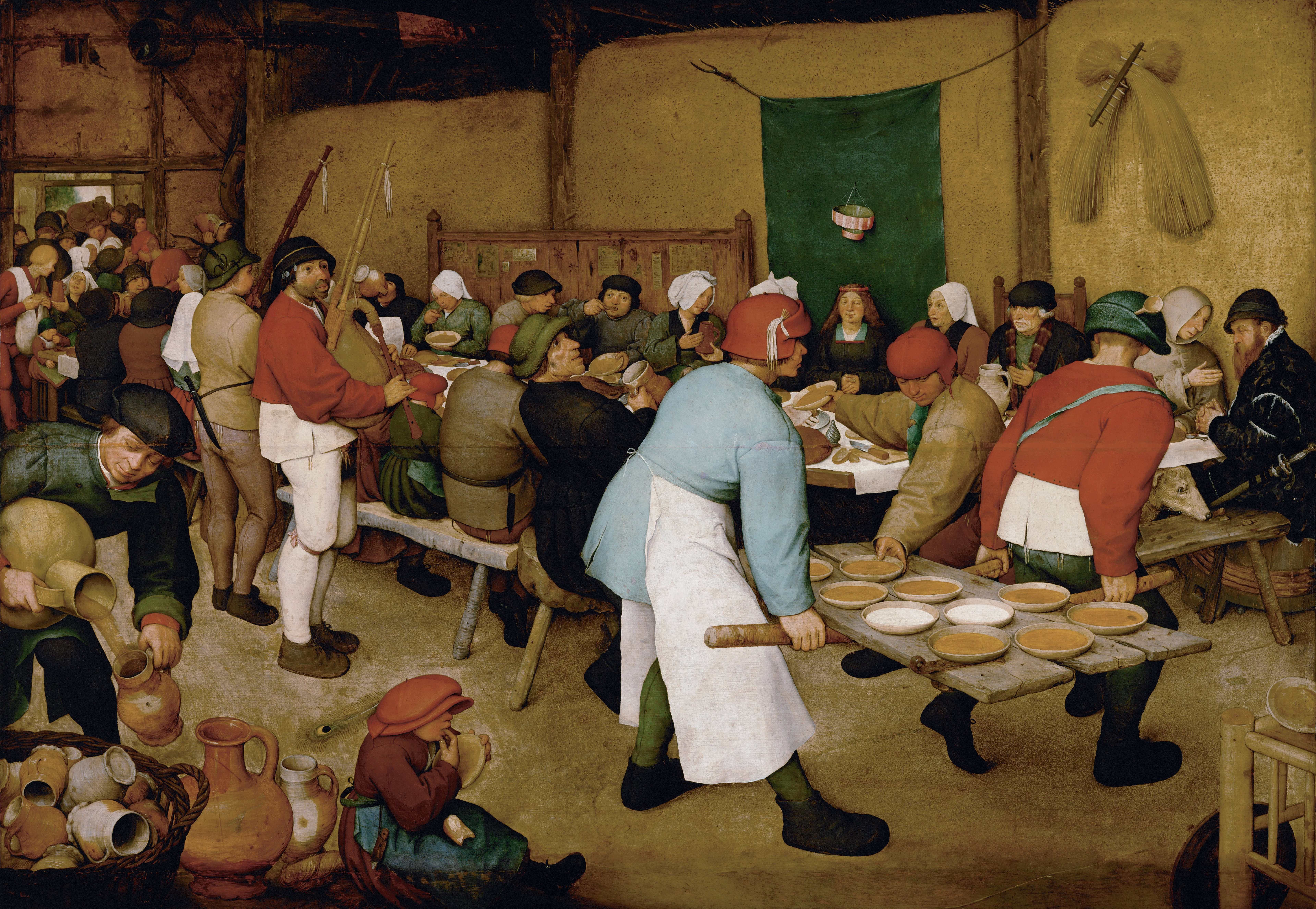
『農民の結婚式』（ピーテル・ブリューゲル画、1567/8年）

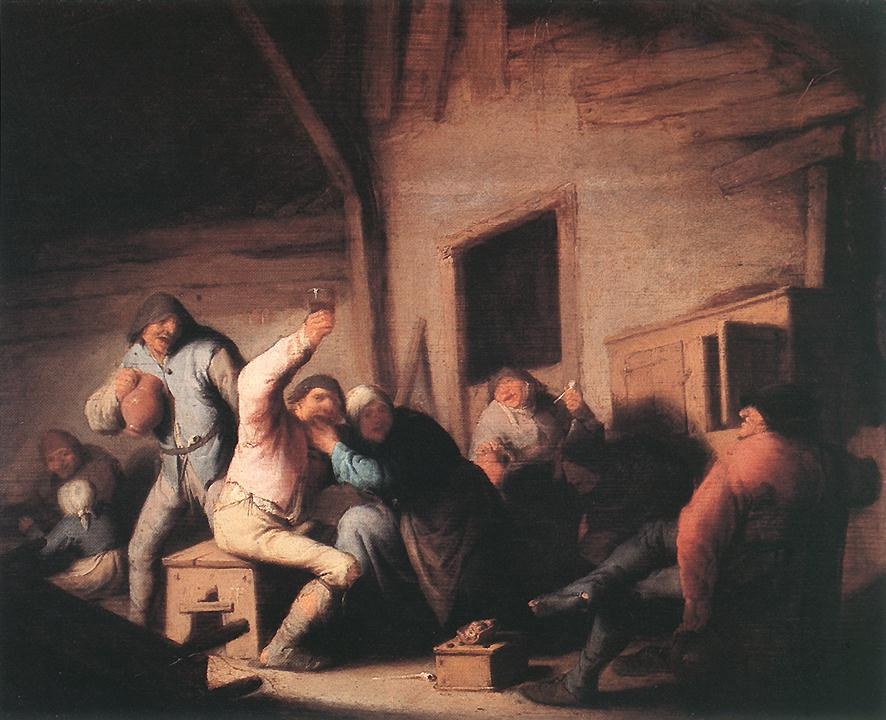
『居酒屋の農民たち』（アドリアーン・ファン・オスターデ画、1635年ごろ　アルテ・ピナコテーク蔵）

中世の北ヨーロッパでは、19世紀まで開放耕地制が一般的だった。ここでは、農民は領主や教会の聖職者（カトリックの司教、プロテスタントの監督）の荘園に住み、耕作権と引き換えに地代や労役を提供した。荘園には、耕作地のほかに休耕地、牧草地、森、荒地なども含まれた。こうした開放耕地制は、領主と農民の相互依存関係のもとに成り立っていた。後にこのシステムは、農民（農家）個人が土地を所有し管理する制度に代えられていった。
西ヨーロッパでは、14世紀中ごろに黒死病が大流行したのち、農民の地位が大きく向上した。労働人口が大幅に減ったことで、生存した農民が貴重な存在になるとともに、死者の耕地を含めた広大な土地の所有権もしくは耕作権を獲得したためである。その後、活版印刷と書籍の普及によって農民の識字率が向上していき、また啓蒙時代に入ると君主のテコ入れで農民の社会的地位や教育体制が大きく変革された。
イングランドでは、産業革命期に入ると耕作機械や肥料などを導入する農業技術革新により農業生産力が飛躍的に向上した。同時に、生産価格競争に敗れたり、第二次囲い込みで土地を追われるなどした多くの農民が都市へ移住し、工場労働者、カール・マルクスの言う「プロレタリアート」になっていった。独立自営農民として農業を維持できた人々は比較的富裕で選挙権を早期に獲得するなど社会的地位も高く、中世の農民のような社会ヒエラルキー下部の階層は、都市へ移った工場労働者が当てはまるようになった。
東ヨーロッパでは14世紀以降、中世の農奴制の姿がほとんど変化せずに存続してきた。18世紀から19世紀にかけて、啓蒙専制君主の手による農奴解放の動きが生まれたが、不完全な形であったり領主の激しい抵抗を受けたりした。ロシアでは、1861年にアレクサンドル2世が農奴解放令を発し、公的には農奴制が廃止された。勅令発令後も多くの農民は先祖代々の土地に縛り付けられたままだったが、農民が土地を売買したり、土地を持たない農民が都市に移住したりすることができるようになった。なお、1861年の農奴解放令以前から、ロシアの農奴制は徐々に衰退してきていた。18世紀末には人口の45％から50％を占めていた農奴は、1858年には37.7％まで減少していた。

## 近世ドイツ

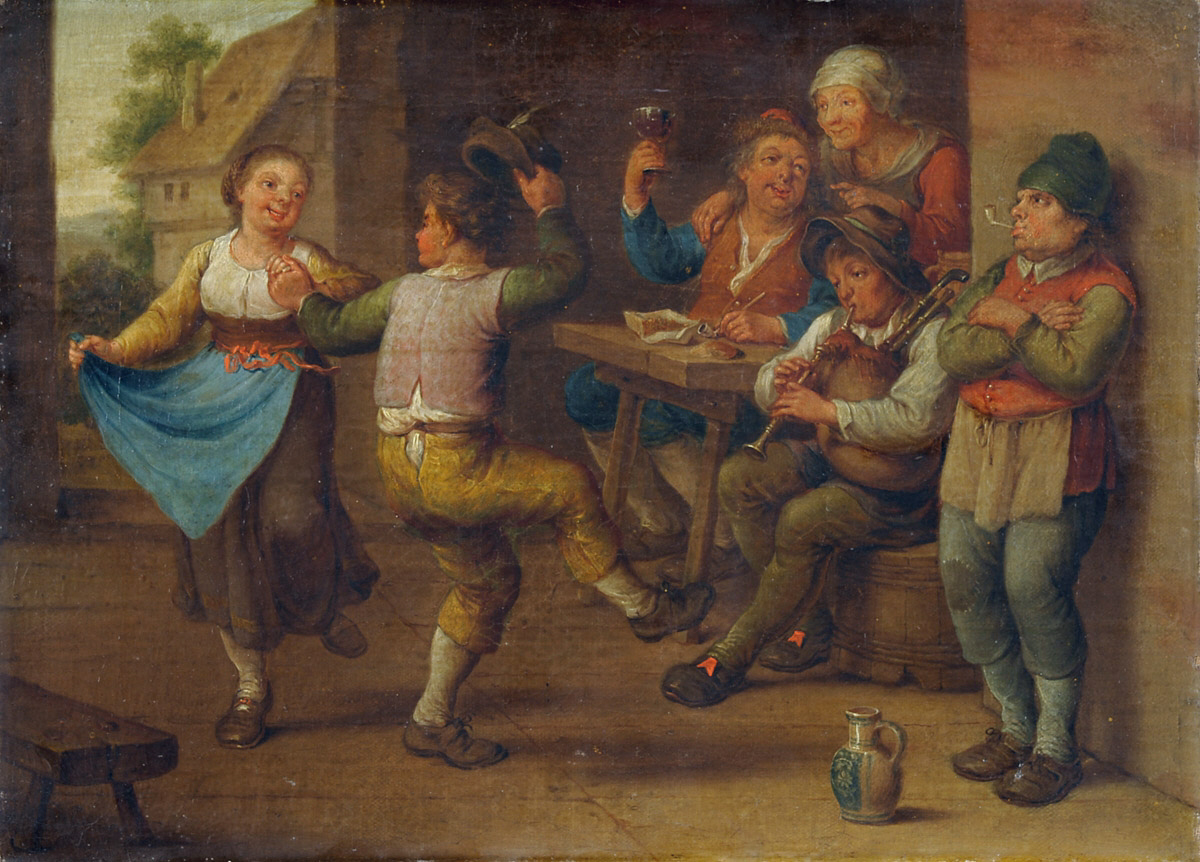
『祝う農民』（作者不詳、18世紀 - 19世紀）

19世紀までのドイツでは、農民は村の共同体に所属して、共有財産を管理していた。特に東部では、彼らは永久に土地に縛り付けられた農奴であった。彼らは、ドイツ語ではバウアー（Bauer）、低地ドイツ語ではボアー（Bur）と呼ばれた。
ドイツのほぼ全域の農民は、地主貴族に地代や労役を納める義務を負った小作農だった。農民の代表は、農地を監督して溝渠権や放牧権を管理し、村では軽犯罪を裁く小法廷を取り仕切った。農民の家庭内では家長がすべての決定権を握り、子どもたちにより有利で恵まれた結婚をさせられるよう努めた。大部分の農民の村規模での活動は、教会と祝祭日を中心としていた。プロイセンでは、徴兵される者を選ぶために農民たちが村でくじ引きを行った。貴族は自らの領地の村に対して非常に強い影響力を持っていたが、日常生活にまで介入することは滅多になかった。

## 19世紀フランス
歴史家のユージン・ウェーバーは、著書Peasants into Frenchmen: the Modernization of Rural France, 1880–1914 (1976年)においてフランス農村の近代化の過程を追い、農村は歴史的に逆行して、19世紀後半から20世紀にかけてのフランス国民形成の流れに取り残されてしまったと述べている。彼は鉄道、共和主義教育、普遍的な徴兵制度の役割の重要性を強調している。彼の研究は、学校や軍隊の記録、移民のパターン、経済の動向などを基にしている。1900年ごろまでは各地域におけるフランス国家意識が弱かったとウェーバーは主張し、その上で第三共和政が果たした農村での国家意識形成を論じているのである。この本は大きな反響を呼び賞賛されたが、一部には、農村でのフランス人の国家意識は1870年までにはすでに存在していたと考えている者もいる。

## 東アジアの「農民」
中国における農夫 (农夫)は、元々単に農業労働者を指す語であった。19世紀に日本の知識人が中国の封建制と西洋のフューダリズムを結び付け、封建時代の日本社会の農業従事者（百姓など）を西洋の中世的な「農民」の概念に位置付けた。こうした動きは、中国において農夫が下層民とされるそれまで存在しなかった社会構造を生み出した。人類学者のミーロン・コーエンは、この新たな意味を持つ「農夫」という語の誕生は、マルキストなど西洋的な視点を取り入れた人々が中国農村を遅れた地域とみなすようになったことなどの、当時の文化的・政治的な社会革新を象徴しているとしている。現代の西洋でも、中国の「農業労働者」を指すときにpeasantの語を用いることが多い。これは、中国が農村の人々によって「中世的」で遅れた地域にとどまっているとする西洋の価値観によるものだという指摘がある。コーエンは「西洋史上での都市と農村、店主と農民、商人と領主というように賦課の役割を対比するやり方は、中国の経済的な伝統像を歪めるのにしか役立っていない。」と述べている。

## ユダヤ教における農民
12世紀に活躍したラビのモーシェ・ベン＝マイモーンは、ブーア（農民、bur）を、トーラーによる道徳教育、徳をいずれも持ち合わせておらず、またそれらを得る能力もない人間のことだと述べた。彼はユダヤ教の聖典から、愚かさと賢明さによって人間を5つの階級に分けた。下から順に、ブーア、アム・ハアレツ、ゴーレム、ハーハーム、ハーシードである。マイモーンがブーアの地位を定義するのに用いたのは、タルムードとミシュナー（ピルケイ・アヴォート II:4）の中に出てくるsedeh bur（未耕地）という語句である。
彼(ヒレル)はこのように仰っていた。ブーアは罪を恐れる者にはなれず、無学の者は敬虔にはなれない。内気な者は学ぶことができず、短気な者は教えることができない。帰属意識を育てる者すべてが賢いわけではない。気高い人が居ない場所において、気高いものとなれ、と。—ピルケイ・アヴォート II:4
burという語は、英語では"boor"（田舎者）に訳されることが多い。

## 史学史
古くから農民は様々な文献に登場するが、その多くにおいて、彼らは下等な欲求の表現者もしくは田舎臭い喜劇の演者として扱われ、"peasant"という言葉自体が軽蔑的な意味合いで用いられてきた側面がある。特にヨーロッパのキリスト教世界では、社会は「働く者（農民）」、「祈る者（聖職者）」、「闘う者（王侯・騎士）」の三階級に分かれるという理論が一般に受け入れられていた。後にフランスで生まれたアナール学派の歴史学者たちは、それまで軽視されてきた農民階層の重要性を指摘し始めた。フェルナン・ブローデルは、その主要著書の一つ『物質文明・経済・資本主義』の第一巻を『15-18世紀 日常性の構造』と題し、市場経済より低層に、巨大で目に見えづらい世界が確かに存在していたことを明らかにした。
他にもフロリアン・ズナニェツキや費孝通らが農民史を研究しており、第二次世界大戦後、ロバート・レッドフィールドは「大伝統」と「小伝統」の概念を提示した。1960年代になると、人類学者や歴史学者は世界史上で農民戦争が果たした役割を再考し始めた。資本主義や帝国主義に対する懐疑が論じられるようになった中で、それらに対抗する形で第三世界で農民戦争が多発していたことに光が当てられるようになった。
人類学者のエリック・ウルフは、当初はマルキスト的な研究を行っていた。先駆者としては、封建制から資本主義への変遷の鍵として農村の人々を取り上げた経済学者のダニエル・ソーナーがいる。しかし後にウルフらは、マルクス主義を否定する一方で、農民に行動を起こす能力が無かったとみなす従来の近代化論をも批判した。ジェームズ・C・スコットは、マレーシアでのフィールドワークを通じて、農民は間接的な行動手段しか持っていないとはいえ、地方政治を動かすには十分な影響力を持っていることを確信した。こうした行動主義的な学者の多くは、インドでの小作争議や、1920年代以降の毛沢東率いる中国の革命理論を振り返った。一方でミーロン・コーエンは、前述の通り中国農村の人々が「農家」ではなく「農民」に相当する語で呼ばれていることに疑念を呈し、これが学術的な区別でなく政治的な意図がこもった用法であると述べている。

### 関連語
- ゴープニク
- チュール (農民)
- コッター
- ファッラーヒーン
- 自由小作農
- 百姓
- クラーク
- ムズィク
- レメンサ
- ピーオン
- 農奴
- スメルド
- 小作農